# Musée Picasso
Musée Picasso (Picassovo muzeum) je muzeum v Paříži, které je věnováno dílu Pabla Picassa. Bylo založeno v roce 1985 a sídlí v paláci Hôtel Salé ve čtvrti Marais ve 3. obvodu v ulici Rue de Thorigny.

## Budova
Palác byl postaven v letech 1656–1659 a od roku 1968 je chráněn jako historická památka. Za Velké francouzské revoluce bylo z paláce vytvořeno skladiště knih ze zrušených klášterů, v 19. století zde sídlily školy a jiné instituce. V roce 1964 palác získalo město Paříž, které zde chtělo zřídit muzeum kostýmů. Z tohoto projektu nakonec sešlo a po smrti malíře Picassa postoupilo palác francouzskému státu, který palác kompletně rekonstruoval a 28. září 1985 zde bylo slavnostně otevřeno Picassovo muzeum. V roce 2009 bylo muzeum uzavřeno, jeho sbírky přemístěny a na začátku roku 2010 začala rozsáhlá rekonstrukce muzea, která bude trvat dva roky.

## Sbírky
Muzeum vlastní největší sbírku děl tohoto umělce a pokrývá všechna jeho období. (Vedle Picassova muzea v Paříži existují podobně zaměřená muzea také v Antibes, Málaze a Barceloně, další umělcova díla jsou ve vlastnictví mnoha jiných galerií a soukromých osob.) Dědicové zaplatili státu dědickou daň uměleckými předměty, které tvořilo 203 obrazů, 158 plastik, 16 koláží, 29 reliéfních obrazů, 83 keramik a přes 3000 kreseb a grafických listů. V roce 1990 věnovala Jacqueline Picasso muzeu další díla, takže v současnosti sbírka obsahuje 251 obrazů, 160 plastik, 16 koláží, 29 reliéfních obrazů, 107 keramik, 1500 kreseb aj. Výstavní expozice zahrnuje rovněž díla umělců z osobní Picassovy sbírky, jako např. Paul Cézanne, Henri Matisse, Henri Rousseau, Georges Braque, Joan Miró a předměty afrického umění.